# Кубок ліги України з футзалу 2018
Кубок ліги України з футзалу 2018 — 3-й за престижністю турнір по футзалу в Україні після чемпіонату найвищої ліги і Кубка України. Відбувся лише 1 раз. Тривав з вересня по грудень 2018 року. Фінал пройшов 2 грудня в місті Запоріжжя, у Палаці спорту «Запоріжалюмінбуд».
Усі етапи турніру складалися з одного матчу.

## Учасники
У цьому розіграші кубка брали участь 10 команда чемпіонату Екстра-ліги:
- «АРПИ Запоріжжя» (Запорізька область)
- «Епіцентр К-Авангард» (Одеса)
- «Енергія» (Львів)
- «ІнБев/НПУ» (Житомир-Київ)
- «Кардинал-Рівне» (Рівне)
- «Продексім» (Херсон)
- «Сокіл» (Хмельницький)
- «Титан» (Покровське)
- «Ураган» (Івано-Франківськ)
- «ХІТ» (Київ)

### Груповий етап
| Умовні позначення | Умовні позначення                                                   |
| ----------------- | ------------------------------------------------------------------- |
|                   | Переможці груп, другі, треті і четверті місця пройшли до 1/4 фіналу |

#### Група A
| Команда               | І | В | Н | П | ЗМ | ПМ | РМ  | О |
| --------------------- | - | - | - | - | -- | -- | --- | - |
| «Продексім»           | 4 | 3 | 0 | 1 | 19 | 8  | +11 | 9 |
| «Епіцентр К-Авангард» | 4 | 3 | 0 | 1 | 13 | 10 | +3  | 9 |
| «Кардинал-Рівне»      | 4 | 2 | 0 | 2 | 12 | 8  | +4  | 6 |
| «Сокіл»               | 4 | 1 | 0 | 3 | 10 | 18 | −8  | 3 |
| «Титан»               | 4 | 1 | 0 | 3 | 6  | 16 | −10 | 3 |

| 21 вересня 2018 13:00 (UTC+2) |

| «Продексім»                  | 3 – 4          | «Титан»                            |
| ---------------------------- | -------------- | ---------------------------------- |
| Клаудіньо 4' Волянюк 9', 31' | Протокол(рос.) | Єрьомін 1', 15' Кожем'яка 18', 40' |

| ВУФК, Херсон Арбітр: Юрій Кондратьєв (Київ) |

| 22 вересня 2018 14:00 (UTC+2) |

| «Титан»                     | 2 – 3          | «Епіцентр К-Авангард»                  |
| --------------------------- | -------------- | -------------------------------------- |
| Свірідов 20', Мілінький 26' | Протокол(рос.) | Мірошник 31', Сандул 36', Зеленчук 40' |

| ВУФК, Херсон Арбітр: Максим Слободянюк (Вінниця) |

| 22 вересня 2018 16:15 (UTC+2) |

| «Сокіл»              | 2 – 4          | «Кардинал-Рівне»                      |
| -------------------- | -------------- | ------------------------------------- |
| Первєєв 27', Чех 30' | Протокол(рос.) | Мануйленко 5', 37', Горпинич 15', 28' |

| ВУФК, Херсон Арбітр: Юрій Кондратьєв (Київ) |

| 23 вересня 2018 12:00 (UTC+2) |

| «Епіцентр К-Авангард»                                                                       | 8 – 1    | «Сокіл»                 |
| ------------------------------------------------------------------------------------------- | -------- | ----------------------- |
| Теряєв 6', 24' Остапчук 6' Дрозд 20', 23' О. Бондаренко 20' К. Бондаренко 34' Коваленко 38' | Протокол | Щербань 13' (дабл-пен.) |

| ВУФК, Херсон Арбітр: ? |

| 23 вересня 2018 14:15 (UTC+2) |

| «Продексім»                              | 4 – 2          | «Кардинал-Рівне»           |
| ---------------------------------------- | -------------- | -------------------------- |
| Бербенцев 7' Волянюк 19', 23' Фетько 34' | Протокол(рос.) | Поночовний 36' Кравцов 38' |

| ВУФК, Херсон Арбітр: Максим Слободянюк (Вінниця) |

| 26 жовтня 2018 13:00 (UTC+2) |

| «Кардинал-Рівне» | 1 – 2    | «Епіцентр К-Авангард»    |
| ---------------- | -------- | ------------------------ |
| Іванюк 8'        | Протокол | А. Гай 23' Коваленко 38' |

| ДЮСШ-4, Рівне Арбітр: Ярослав Сторожук (Львів) |

| 27 жовтня 2018 15:00 (UTC+2) |

| «Епіцентр К-Авангард» | 0 – 6          | «Продексім»                                         |
| --------------------- | -------------- | --------------------------------------------------- |
|                       | Протокол(рос.) | Ланко 4', 6', 28' Скорий 12' Білоцерківець 15', 21' |

| ДЮСШ-4, Рівне Глядачів: 100 Арбітр: Олена Хомич (Луцьк) |

| 28 жовтня 2018 12:00 (UTC+2) |

| «Сокіл»         | 2 – 6          | «Продексім»                                         |
| --------------- | -------------- | --------------------------------------------------- |
| Подлюк 14', 26' | Протокол(рос.) | Скорий 17', 18', 34' Волянюк 17' В. Чуднов 40', 40' |

| ДЮСШ-4, Рівне Арбітр: Володимир Дзюра (Рівне) |

У матчах «Титан» - «Сокіл» і «Кардинал-Рівне» - «Титан» команді з Покровського зараховані технічні поразки з рахунком 0:5 через неприїзд.

#### Група B
| Команда          | І | В | Н | П | ЗМ | ПМ | РМ | О  |
| ---------------- | - | - | - | - | -- | -- | -- | -- |
| «Ураган»         | 4 | 3 | 1 | 0 | 15 | 9  | +6 | 10 |
| «АРПИ Запоріжжя» | 4 | 2 | 0 | 2 | 12 | 10 | +2 | 6  |
| «Енергія»        | 4 | 2 | 0 | 2 | 11 | 12 | −1 | 6  |
| «ХІТ»            | 4 | 1 | 1 | 2 | 9  | 10 | −1 | 4  |
| «ІнБев/НПУ»      | 4 | 1 | 0 | 3 | 10 | 16 | −6 | 3  |

| 21 вересня 2018 15:00 (UTC+2) |

| «АРПИ Запоріжжя»                                  | 4 – 3          | «ХІТ»                         |
| ------------------------------------------------- | -------------- | ----------------------------- |
| Будін 16' Трубаров 26' Йапарама 32' Ессаргіні 33' | Протокол(рос.) | Сіплівець 23' Боргун 33', 38' |

| ПС «ЗАБ», Запоріжжя Арбітр: Денис Куций (Харків) |

| 22 вересня 2018 13:00 (UTC+2) |

| «Енергія» | 0 – 1    | «ХІТ»        |
| --------- | -------- | ------------ |
|           | Протокол | Школьний 25' |

| ПС «ЗАБ», Запоріжжя Арбітр: ? |

| 22 вересня 2018 15:30 (UTC+2) |

| «ІнБев/НПУ»                         | 2 – 3    | «Ураган»                          |
| ----------------------------------- | -------- | --------------------------------- |
| Лебідь 23 (аг)' Смоловик 40 (пен.)' | Протокол | Лебідь 4' Абакшин 9' Сторожук 20' |

| ПС «ЗАБ», Запоріжжя Арбітр: ? |

| 23 вересня 2018 11:00 (UTC+2) |

| «Енергія»           | 2 – 5    | «Ураган»                                                    |
| ------------------- | -------- | ----------------------------------------------------------- |
| Гасюк 11' Струк 40' | Протокол | Сторожук 8' Лебідь 23' Когут 27' А. Лисенко 28' Кордоба 34' |

| ПС «ЗАБ», Запоріжжя Арбітр: ? |

| 23 вересня 2018 13:30 (UTC+2) |

| «АРПИ Запоріжжя»                             | 5 – 0          | «ІнБев/НПУ» |
| -------------------------------------------- | -------------- | ----------- |
| Йапарама 3' Сауді 7' С. Моспан 19', 26', 40' | Протокол(рос.) |             |

| ПС «ЗАБ», Запоріжжя Арбітр: Денис Куций (Харків) |

| 26 жовтня 2018 18:00 (UTC+2) |

| «ІнБев/НПУ»                                                             | 5 – 6    | «Енергія»                                                              |
| ----------------------------------------------------------------------- | -------- | ---------------------------------------------------------------------- |
| Мороховець 5' Мосійчук 21' Нечипуренко 21' Р. Бакум 24' Лясковський 40' | Протокол | Легендзевич 1' Коваль 3' Ковальчук 14' Кузь 29' Писько 31' Радевич 40' |

| СК «Динамо», Житомир Арбітр: С. Подворний (Хмельницький) |

| 27 жовтня 2018 13:00 (UTC+2) |

| «АРПИ Запоріжжя» | 1 – 3          | «Енергія»                    |
| ---------------- | -------------- | ---------------------------- |
| Рижиков 24'      | Протокол(рос.) | Кузь 24', 35' Леміш 31 (аг)' |

| СК «Динамо», Житомир Арбітр: Олександр Макаренко (Радомишль) |

| 27 жовтня 2018 15:30 (UTC+2) |

| «Ураган»                          | 3 – 3    | «ХІТ»                  |
| --------------------------------- | -------- | ---------------------- |
| Кордоба 24' Фаренюк 37' Цілик 38' | Протокол | Ліфер 15' Жук 20', 36' |

| СК «Динамо», Житомир Арбітр: Микола Подраний (Житомир) |

| 28 жовтня 2018 11:00 (UTC+2) |

| «Ураган»                                  | 4 – 2          | «АРПИ Запоріжжя»   |
| ----------------------------------------- | -------------- | ------------------ |
| А. Лисенко 10' Абакшин 14' Когут 19', 28' | Протокол(рос.) | С. Моспан 33', 40' |

| СК «Динамо», Житомир Арбітр: Микола Подраний (Житомир) |

| 28 жовтня 2018 13:30 (UTC+2) |

| «ХІТ»             | 2 – 3    | «ІнБев/НПУ»                                |
| ----------------- | -------- | ------------------------------------------ |
| Школьний 25', 35' | Протокол | Р. Бакум 4' Литвиновський 29' Смоловик 39' |

| СК «Динамо», Житомир Арбітр: С. Подворний (Хмельницький) |

### Плей-оф

#### Чвертьфінали
| 30 листопада 2018 12:00 (UTC+2) |

| «Продексім»                                        | 4 – 0          | «ХІТ» |
| -------------------------------------------------- | -------------- | ----- |
| Зварич 7' Білоцерківець 15' Корсун 37' Роніньо 39' | Протокол(рос.) |       |

| ПС «ЗАБ», Запоріжжя Арбітр: Денис Куций (Харків) |

| 30 листопада 2018 14:00 (UTC+2) |

| «Енергія»                                        | 5 – 4    | «Кардинал-Рівне»                   |
| ------------------------------------------------ | -------- | ---------------------------------- |
| Радевич 9', 19' Гасюк 11' Ковальчук 27' Кузь 32' | Протокол | Кравцов 12', 13' Горпинич 35', 36' |

| ПС «ЗАБ», Запоріжжя Арбітр: Євген Диннік (Харків) |

| 30 листопада 2018 16:00 (UTC+2) |

| «Епіцентр К-Авангард» | 1 – 2          | «АРПИ Запоріжжя»           |
| --------------------- | -------------- | -------------------------- |
| Соцький 7'            | Протокол(рос.) | С. Моспан 21' Йапарама 39' |

| ПС «ЗАБ», Запоріжжя Арбітр: Юрій Кондратьєв (Київ) |

| 30 листопада 2018 22:00 (UTC+2) |

| «Ураган»                                       | 5 – 0    | «Сокіл» |
| ---------------------------------------------- | -------- | ------- |
| Кордоба 6' Абакшин 7' Когут 26' Цілик 30', 38' | Протокол |         |

| ПС «ЗАБ», Запоріжжя Арбітр: ? |

#### Півфінали
| 1 грудня 2018 15:00 (UTC+2) |

| «Продексім» | 1 – 0          | «Енергія» |
| ----------- | -------------- | --------- |
| Волянюк 28' | Протокол(рос.) |           |

| ПС «ЗАБ», Запоріжжя Арбітр: Ярослав Вовчок (Івано-Франківськ) |

| 1 грудня 2018 17:00 (UTC+2) |

| «Ураган»            | 2 – 2          | «АРПИ Запоріжжя»           |
| ------------------- | -------------- | -------------------------- |
| Когут 22' Цілик 46' | Протокол(рос.) | Йапарама 28' С. Моспан 42' |

| ПС «ЗАБ», Запоріжжя Арбітр: Євген Диннік (Харків) |

|                                            |       | Пенальті                                       |  |
| Кордоба · Федюк · Цілик · Сторожук · Когут | 5 – 4 | Будін · Босенко · Огнистий · С. Моспан · Леміш |  |

#### Матч за третє місце
| 2 грудня 2018 11:00 (UTC+2) |

| «Енергія» | 1 – 1          | «АРПИ Запоріжжя» |
| --------- | -------------- | ---------------- |
| Гасюк 10' | Протокол(рос.) | Кондращенко 23'  |

| ПС «ЗАБ», Запоріжжя Арбітр: Ярослав Вовчок (Івано-Франківськ) |

|                          |       | Пенальті                     |  |
| Струк · Ковальчук · Кузь | 1 – 2 | Будін · С. Моспан · Огнистий |  |

#### Фінал
| 2 грудня 2018 13:00 (UTC+2) |

| «Продексім»           | 2 – 3          | «Ураган»                        |
| --------------------- | -------------- | ------------------------------- |
| Ланко 27' Волянюк 31' | Протокол(рос.) | Абакшин 2' Кордоба 6' Федюк 23' |

| ПС «ЗАБ», Запоріжжя Арбітр: Ярослав Вовчок (Івано-Франківськ) |

### Нагороди
По завершенні турніру АФУ назвала наступних лауреатів індивідуальних нагород:
- Найкращий воротар: Володимир Кардаш («Ураган»)
- Найкращий бомбардир: Станіслав Моспан («АРПИ Запоріжжя»), Михайло Волянюк («Продексім») – по 7 голів
- Найкращий гравець: Роніньо («Продексім»)